# Junior Sornoza
Junior Nazareno Sornoza Moreira (ur. 28 stycznia 1994 w Portoviejo) – ekwadorski piłkarz występujący na pozycji ofensywnego pomocnika, reprezentant Ekwadoru, od 2021 roku zawodnik Independiente del Valle.

## Kariera klubowa
Sornoza pochodzi z miasta Portoviejo i jest wychowankiem tamtejszej akademii piłkarskiej UE Cristo Rey, jako nastolatek występując również w reprezentacji prowincji Manabí. W sierpniu 2009 został zawodnikiem klubu Independiente del Valle z siedzibą w Sangolquí, gdzie po dwóch latach został włączony do seniorskiej drużyny przez szkoleniowca Carlosa Sevillę. W ekwadorskiej Serie A zadebiutował jako siedemnastolatek, 25 sierpnia 2011 w przegranym 0:1 spotkaniu z Deportivo Quito, natomiast premierowe gole w najwyższej klasie rozgrywkowej strzelił 25 września tego samego roku w wygranej 5:0 konfrontacji z Emelekiem, kiedy to dwukrotnie wpisał się na listę strzelców. Początkowo pełnił rolę rezerwowego, lecz już po upływie dwóch sezonów został kluczowym zawodnikiem formacji ofensywnej Independiente. W 2013 roku, mimo nastoletniego wieku będąc czołowym piłkarzem ligi ekwadorskiej i jednym z najskuteczniejszych graczy rozgrywek, zdobył ze swoim klubem największy sukces w jego historii – wicemistrzostwo kraju. Ogółem w barwach Independiente spędził cztery lata.
Wiosną 2015 Sornoza przeszedł do meksykańskiego klubu CF Pachuca, w którego barwach zadebiutował w tamtejszej Liga MX, 24 stycznia 2015 w wygranym 2:1 meczu z Querétaro.
| Sezon     | Klub                    | Kraj    | Rozgrywki | Mecze | Bramki |
| --------- | ----------------------- | ------- | --------- | ----- | ------ |
| 2011      | Independiente del Valle | Ekwador | Serie A   | 10    | 2      |
| 2012      | Independiente del Valle | Ekwador | Serie A   | 16    | 1      |
| 2013      | Independiente del Valle | Ekwador | Serie A   | 36    | 19     |
| 2014      | Independiente del Valle | Ekwador | Serie A   | 41    | 17     |
| 2014/2015 | CF Pachuca              | Meksyk  | Liga MX   |       |        |

## Kariera reprezentacyjna
W 2009 roku Sornoza został powołany przez szkoleniowca Javiera Rodrígueza do reprezentacji Ekwadoru U-15 na Mistrzostwa Ameryki Południowej U-15. Na boliwijskich boiskach pełnił rolę podstawowego zawodnika swojej drużyny i zdobył trzy gole – w pierwszej rundzie z Urugwajem (1:2) oraz w rundzie finałowej z Brazylią (1:1) i z rzutu karnego z Urugwajem (2:1). Jego zespół zajął wówczas drugie miejsce w rundzie finałowej z bilansem dwóch zwycięstw, remisu i porażki, po czym zakwalifikował się do rundy finałowej – tam z kolei zanotował zwycięstwo, remis i porażkę, zajmując ostatecznie trzecią lokatę w turnieju.
W 2011 roku Sornoza znalazł się w ogłoszonym przez Rodrígueza składzie reprezentacji Ekwadoru U-17 na Mistrzostwa Ameryki Południowej U-17. Tam również miał niepodważalne miejsce w składzie i rozegrał osiem z dziewięciu możliwych meczów, z czego wszystkie w wyjściowym składzie, strzelając dwie bramki – w pierwszej rundzie z Peru (1:1) i Urugwajem (1:0). Jego kadra zajęła natomiast czwarte miejsce w rozgrywkach. Kilka miesięcy później został powołany na Mistrzostwa Świata U-17 w Meksyku, gdzie jako kluczowy gracz formacji ofensywnej wystąpił we czterech wszystkich spotkaniach od pierwszej minuty, tym razem nie wpisując się jednak na listę strzelców. Ekwadorczycy odpadli natomiast z młodzieżowego mundialu w 1/8 finału, przegrywając w nim z Brazylią (0:2).
W 2013 roku Sornoza w barwach reprezentacji Ekwadoru U-20 prowadzonej przez Julio Césara Rosero wziął udział w Mistrzostwach Ameryki Południowej U-20. Na turnieju rozgrywanym w Argentynie ponownie miał pewne miejsce w podstawowej jedenastce i rozegrał siedem z dziewięciu możliwych meczów (pięć w wyjściowym składzie), nie zdobywając żadnej bramki. Jego drużyna zanotowała wówczas w pierwszej rundzie zwycięstwo, dwa remisy i porażki, kwalifikując się do rundy finałowej, gdzie jednak przegrała wszystkie pięć spotkań i nie zdołała awansować na Mistrzostwa Świata U-20 w Turcji.
W seniorskiej reprezentacji Ekwadoru Sornoza zadebiutował za kadencji selekcjonera Sixto Vizuete, 6 września 2014 w wygranym 4:0 meczu towarzyskim z Boliwią, w którym strzelił także swojego premierowego gola w kadrze narodowej.